# Sonia Méndez Alonso
Sonia Méndez Alonso, nascuda a Vigo el 14 d'agost de 1980, és una directora de cinema, guionista i actriu gallega.

## Trajectòria
Va estudiar a l'IES Sánchez Cantón de Pontevedra, va fer diversos cicles formatius de cinema, televisió i teatre. Entre d'altres, l’Escola de Imaxe e Son da Coruña, a Espazo Aberto (Santiago de Compostel·la), al Centre de Estudis Cinematográfics de Barcelona, a l’Escola Internacional de Cinema i TV de Cuba, i un Postgrau en Interpretació i Art Dramàtic (Universitat de Santiago de Compostel·la).
Va dirigir, guionar i produir els curtmetratges: Perversa Lola, Leo e Mario (déixanse), Ei, guapa! per al llargmetratge col·lectiu Visións da Deputación de Pontevedra, As damas negras i Conversa cunha muller morta. Aquest últim va guanyar el premi Mestre Mateo al millor curtmetratge l'any 2011 i 2012 entre múltiples premis i distincions.
Va treballar com a actriu en diverses sèries com Os Atlánticos o Terra de Miranda per a CRTVG, Cuéntame cómo pasó per a TVE o El Vecino de Netflix i en llargmetratges com Olvido y León o Rafael.
Des del 2014 dissenya i dirigeix el festival Carballo Interplay Digital Content, el primer festival de websèries i continguts digitals a Espanya. Juntament amb la productora Nati Juncal Portas creada l'any 2018 Cósmica Producións. Ja amb Cósmica va dirigir i va guionitzar la sèrie Antes de perder per a Playz-RTVE que també va ser guardonada amb el Mestre Mateo a la millor sèrie web l'any 2020 i el llargmetratge documental A poeta analfabeta sobre la poeta, feminista i activista gallega Luz Fandiño, estrenada al festival Cineuropa de Santiago de Compostel·la, premis CREA a la Millor Direcció al Festival Internacional de Cinema Etnogràfic (MICE) i candidata finalista a Millor Documental als XX Premis Mestre Mateo i que actualment es troba en distribució.
L'any 2019 va ser la directora de la gala dels XVII 17a edició dels Premis Mestre Mateo de l'Academia Galega do Audiovisual.
És vicepresidenta de l’Academia Audiovisual Galega, membre de l’Asociación de Directores e Directora de Galicia (CREA) i de l’Asociación Sindical Galega de Guionistas (AGAG).

## Filmografia

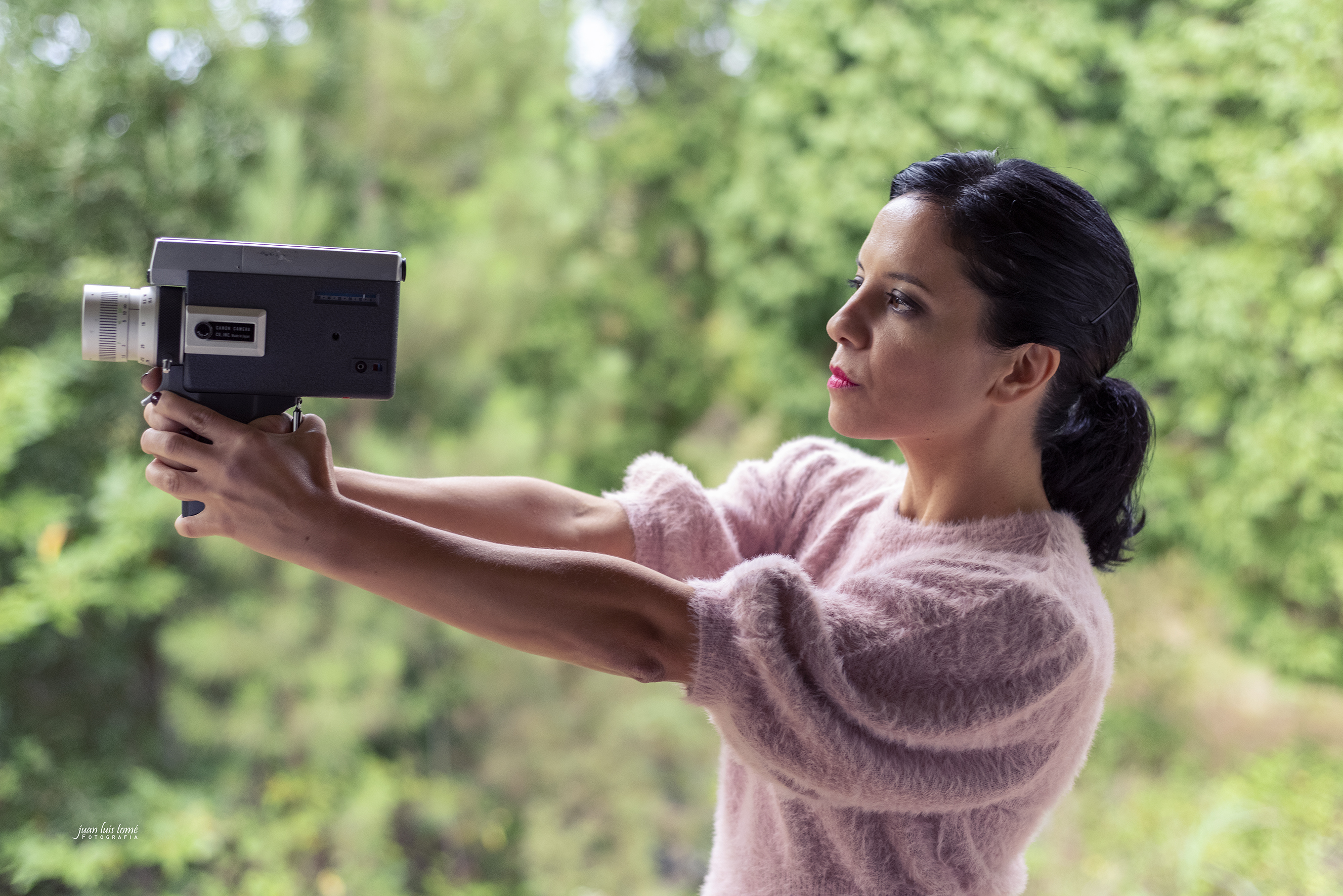
Sonia Méndez en setembre de 2019.

### Cinema
| Any  | Títol                       | Personatge   | Notes                                            | Ref.                |
| ---- | --------------------------- | ------------ | ------------------------------------------------ | ------------------- |
| 2003 | A rosa de Alexandría        |              | Llargmetratge                                    | [ 8 ]               |
| 2007 | Unha muller invisible       | Clara        | Llargmetratge                                    | [ 9 ]               |
| 2008 | Rafael                      | Mariló       | Llargmetratge                                    | [ 9 ] [ 10 ]        |
| 2010 | Perversa Lola               | -            | Curtmetratge. Directora i guionista.             | [ 11 ]              |
| 2010 | Leo e Mario (déixanse)      | -            | Curtmetratge. Directora i guionista              | [ 12 ]              |
| 2010 | Efectos colaterais          |              | Curtmetratge                                     | [ 13 ]              |
| 2010 | Anos despois                |              | Llargmetratge                                    | [ 14 ]              |
| 2012 | El sexo de los ángeles      | Marta        | Llargmetratge                                    | [ 9 ] [ 15 ]        |
| 2012 | As damas negras             | -            | Curtmetratge. Directora.                         | [ 16 ]              |
| 2012 | Conversa cunha muller morta | -            | Curtmetratge. Directora, guionista i productora. | [ 9 ] [ 17 ] [ 18 ] |
| 2014 | Porca miseria               | Entrevistada | Curtmetratge                                     | [ 19 ]              |
| 2016 | Migas de pan                |              | Llargmetratge                                    | [ 9 ]               |
| 2016 | Ei, guapa!                  | -            | Curtmetratge. Directora                          | [ 20 ]              |
| 2020 | Olvido y León               |              | Llargmetratge                                    | [ 9 ]               |
| 2020 | A poeta analfabeta          | -            | Llargmetratge documental. Directora i guionista  | [ 9 ]               |

### Televisió
| Any         | Títol              | Rol                                   | Noteas                                                        | Ref.         |
| ----------- | ------------------ | ------------------------------------- | ------------------------------------------------------------- | ------------ |
| 2001 - 2005 | Terra de Miranda   | Bea Carballo                          | Sèrie de televisió. 110 episodis.                             | [ 9 ]        |
| 2004        | Pepe Carvalho      | Isolina                               | 1 episodi: "La rose d'Alexandrie"                             | [ 9 ]        |
| 2005        | Pataghorobí        |                                       | Telefilm                                                      | [ 9 ]        |
| 2008 - 2009 | Os Atlánticos      | Marta                                 | 26 episodis                                                   | [ 9 ]        |
| 2008        | Luar               | Com a Marta de la sèrie Os Atlánticos | Programa de televisió. 4 programes.                           | [ 9 ]        |
| 2009        | Gondar             |                                       | 1 episodi: "Quen rouba a un ladrón..."                        | [ 9 ]        |
| 2012        | Angélica e Roberta | Roberta                               | Web sèrie. 2 temporades i 18 episodis.                        | [ 9 ] [ 21 ] |
| 2015        | Cuéntame cómo pasó | Beatriz                               | 1 episodi: "El último minuto de nuestra vida"                 | [ 9 ]        |
| 2019        | Antes de perder    | Moza no cuarto de baño                | 1 episodi: "Buena suerte, chicas". Directora dels 7 episodis. | [ 9 ] [ 22 ] |
| 2019        | Pequeñas dosis     |                                       | 6 episodis                                                    | [ 9 ] [ 23 ] |
| 2022        | Galicia de 20 a 20 |                                       | Sèrie de televisió. TVG                                       | [ 9 ] [ 24 ] |

## Premis
- 2021: Premio Mulleres no Foco de la Diputació Provincial de Pontevedra i l’ Asociación de Mulleres Cineastas e de Medios Audiovisuais, amb Margarita Ledo i Noemí Chantada.[25]